# سيكستو دوران بالين
سيكستو دوران بالين (بالإسبانية: Sixto Durán Ballén)‏ (14 يوليو 1921 - 15 نوفمبر 2016) هو سياسي، ومهندس معماري من الإكوادور ولد في بوسطن.في عام 1951، أسس الحزب السياسي الحزب الاشتراكي المسيحي. عمل بالين رئيسا للاكوادور بين عامي 1992 و 1996.شغل منصب عضو الكونغرس في عام 1984 ومرة أخرى في عام 1998.

## التعليم
تعلم في جامعة كولومبيا.

## روابط خارجية
- سيكستو دوران بالين على موقع مونزينجر (الألمانية)